# جانغ جونغ
جانغ جونغ (5 مايو 1964 بكوريا الجنوبية - ) هو مدرب كرة قدم ولاعب كرة قدم كوري جنوبي في مركز الدفاع. شارك مع منتخب كوريا الجنوبية تحت 20 سنة لكرة القدم ومنتخب كوريا الجنوبية لكرة القدم. أما مع النوادي، فقد لعب مع نادي بوسان أي بارك ونادي سول ونادي سونغنام ونادي غيلانغ إنترناشونال وPerak F.C. ‏ وSingapore FA ‏.

## وصلات خارجية
- جانغ جونغ على موقع الاتحاد الدولي (مؤرشف)  (الإنجليزية)
- جانغ جونغ على موقع دوري كوريا الجنوبية (الإنجليزية)
- جانغ جونغ على موقع ناشيونال فوتبول تيمز (الإنجليزية)
- جانغ جونغ على موقع Soccerway.com (الإنجليزية)